# Leptanthura muelleri
Leptanthura muelleri is een pissebed uit de familie Leptanthuridae. De wetenschappelijke naam van de soort is voor het eerst geldig gepubliceerd in 1980 door Negoescu.